# Sexto Quintilio Máximo
Sexto Quintilio Máximo  fue un senador romano del siglo II que desarrolló su cursus honorum bajo los reinados de los emperadores Antonino Pío y Marco Aurelio. Fue cónsul ordinario en 172 con Servio Calpurnio Escipión Orfito.

## Origen y familia
Máximo era originario de Alejandría de Tróade en la provincia de Asia. Era hijo de Sexto Quintilio Valerio Condiano o de Sexto Quintilio Valerio Máximo.

## Carrera pública
En 172 se convirtió en cónsul ordinario. Parece que fue también legado de Panonia Superior. Según Dion Casio, dos Quintilios llevaron a cabo operaciones militares en Panonia en los años 178-179. Según la opinión predominante, eran Máximo como gobernador en Panonia Superior y su hermano o primo, Sexto Quintilio Condiano como legado en Panonia Inferior. Quizás esta operación mencionada se realizó en 175 cuando hubo un cambio de gobernador, al menos en Panonia Inferior, y los hermanos permanecieron en Panonia hasta 179 cuando Condiano regresó a Roma para ocupar allí su consulado en 180. Máximo fue finalmente ejecutado por Cómodo en el año 182.